# Siegfried Grotherr
Siegfried Grotherr (* 1958 in Bad Segeberg) ist ein deutscher Betriebswirt und Steuerberater (StB). Von 1999 bis 2024 war er Inhaber des Lehrstuhls für Betriebswirtschaftliche Steuerlehre am Institut für Wirtschaftsprüfung und Steuerwesen der Universität Hamburg.

## Leben
Siegfried Grotherr machte 1978 sein Abitur am Wirtschaftsgymnasium in Bad Segeberg. Von 1978 bis 1980 leistete er den Wehrdienst ab. Von 1980 bis 1983 absolvierte Grotherr ein Studium der Betriebswirtschaftslehre an der Universität Hamburg und erlangte dort den Abschluss Diplom-Kaufmann (Dipl.-Kfm.). Er war währenddessen Stipendiat der Studienstiftung des deutschen Volkes e. V.
Von 1983 bis 1986 hatte Grotherr eine Anstellung als Wissenschaftlicher Mitarbeiter am Institut für Ausländisches und Internationales Finanz- und Steuerwesen (I.I.F.S.) der Universität Hamburg. Von 1986 bis 1987 war er Revisionsassistent bei einer Wirtschaftsprüfungsgesellschaft. 1987 erlangte er seine Promotion zum Dr. rer. pol.
Von 1987 bis 1993 war Siegfried Grotherr als Hochschulassistent am I.I.F.S. der Universität Hamburg beschäftigt. 1988 legte er die Steuerberaterprüfung ab. Von 1994 bis 1995 war er Freier Mitarbeiter in einer Wirtschaftsprüfungs- und Steuerberatungsgesellschaft. 1995 erlangte Grotherr die Habilitation und Lehrbefugnis für das Fach Betriebswirtschaftslehre durch den Fachbereich Wirtschaftswissenschaften der Universität Hamburg. Von 1995 bis 1999 war er Universitätsprofessor für das Fach Betriebswirtschaftslehre, insbesondere Betriebswirtschaftliche Steuerlehre an der Universität-Gesamthochschule Essen.
Von April 1999 bis März 2024 war Siegfried Grotherr Universitätsprofessor für das Fach Betriebswirtschaftslehre, insbesondere Betriebswirtschaftliche Steuerlehre an der Universität Hamburg.

## Forschungsschwerpunkte
Seine Forschungsschwerpunkte sind Internationale Steuerplanung von Konzernen, Steuerplanung bei internationalen Umstrukturierungsmaßnahmen, Steuerplanung beim grenzüberschreitenden Unternehmenskauf, Deutsches Außensteuerrecht, Recht der Doppelbesteuerungsabkommen (DBA) und das Steuerberatungswesen.

## Schriften (Auswahl)
- Die Scheingewinnbesteuerung im internationalen Vergleich. Analyse der steuerlichen Lösungsansätze in der Bundesrepublik Deutschland, Frankreich, Großbritannien, Japan und den USA, Nomos Verlagsgesellschaft, 1. Auflage, Baden-Baden 1987, ISBN 3-7890-1418-4.
- Grotherr, S. / Herfort, C. / Strunk, G.: Internationales Steuerrecht, Erich Fleischer Verlag, Grüne Reihe, Band 17, 3. Auflage, Achim 2010, ISBN 978-3-8168-1173-2.
- Als Herausgeber: Handbuch der internationalen Steuerplanung, NWB Verlag, 3. Auflage, Herne 2011, ISBN 978-3-482-49953-1.